# Mount Dubois
Mount Dubois je s nadmořskou výškou 4 135 m
druhá nejvyšší hora pohoří White Mountains.
Leží na východě Kalifornie, na hranicích s Nevadou. Plochý vrchol hory
se nachází 19 kilometrů severně od nejvyšší hory pohoří White Mountain Peak.
Mount Dubois je třináctou nejvyšší horou Kalifornie s prominencí vyšší než 500 m.